# Profilina

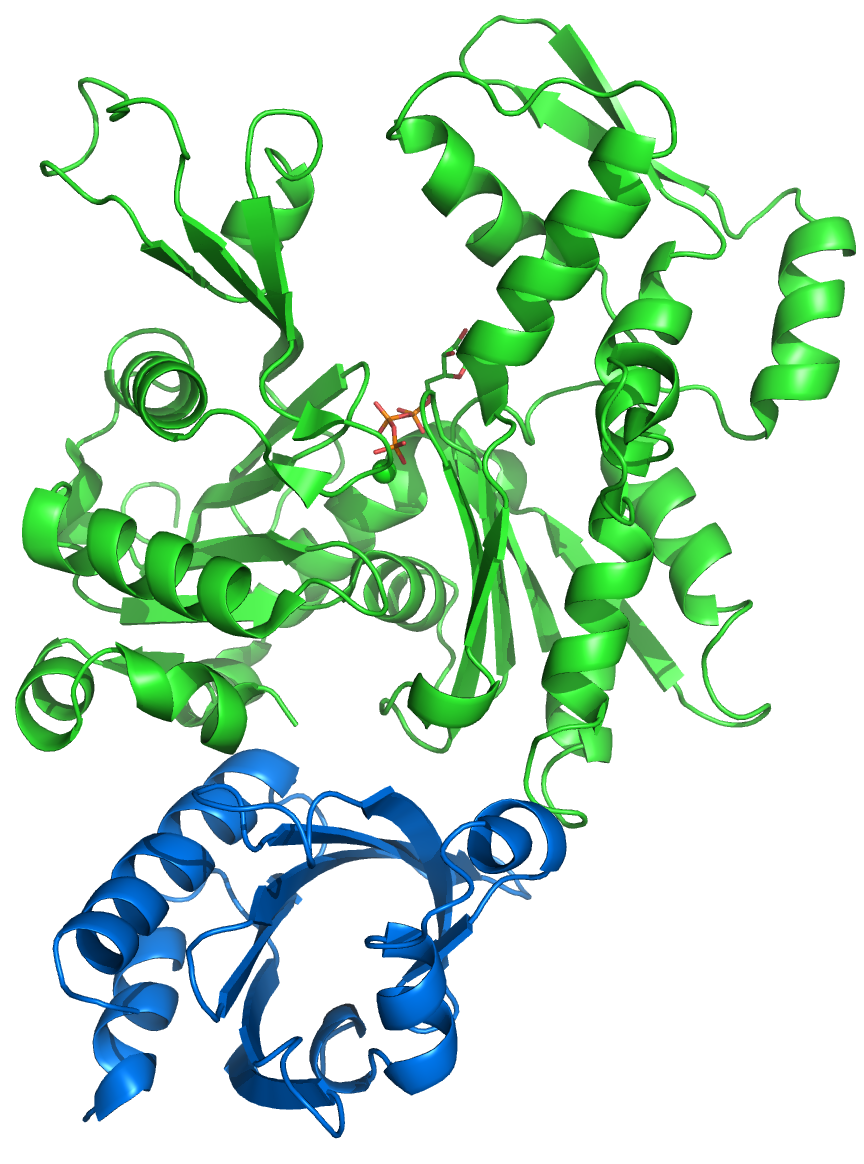
Profilina (niebieska) w kompleksie z aktyną (zielona) – kod PDB: 1BTF

Profilina jest jednym z białek wiążących aktynę pełniącym rolę w dynamice cytoszkieletu. Występuje w większości komórek eukariotycznych, a u ssaków odkryto dwie jej formy: I i II. Profilina I występuje w większości tkanek, poza mięśniami szkieletowymi, sercem i mózgiem, a profilina II obecna jest w mózgu, mięśniach szkieletowych i nerkach. Najogólniej, profilina odpowiada za wzrost i stabilizację filamentów aktynowych oraz za ich przebudowę. Dzięki temu, komórki mogą się poruszać oraz zmieniać kształt odpowiednio do swoich potrzeb.
Mechanizm działania profiliny jest następujący. Wiąże ona monomeryczną formę globularnej aktyny (G-aktyny) od strony (+) monomeru, zostawiając wolny koniec (-), mogący się przyłączyć do bieguna (+) rosnącego filamentu aktynowego (F-aktyny). Dodatkowo profilina stymuluje wymianę nukleotydu ADP na ATP w aktynie, a tylko ATP-aktyna może wiązać się do końca (+) F-aktyny.
Profilina może wiązać również ugrupowania często występujące po cytoplazmatycznej stronie błony komórkowej: 
- difosforan fosfatydyloinozytolu – powszechny składnik lipidów błonowych
- sekwencje bogate w prolinę – charakterystyczne dla niektórych białek błonowych.

Dzięki temu, profilina może być zakotwiczona po cytoplazmatycznej stronie błony komórkowej, skąd kieruje polimeryzacją filamentów aktynowych. Ma to szczególnie istotne znaczenie w kontaktach międzykomórkowych oraz ruchu komórek.
Profilina należąca do Toxoplasma gondii jest jedynym odkrytym PAMP należącym do pierwotniaków, wykrywanym przez mysie receptory toll-podobne.